# 白帽镇
白帽镇，是中华人民共和国安徽省安庆市岳西县下辖的一个乡镇级行政单位。

## 行政区划
白帽镇下辖以下地区：
深村、双畈村、白帽村、桥梁村、江河村、朱铺村、南庄村、土桥村、余河村和朱查村。